# Lubuk Gelanggang
Lubuk Gelanggang is een bestuurslaag in het regentschap Empat Lawang van de provincie Zuid-Sumatra, Indonesië. Lubuk Gelanggang telt 717 inwoners (volkstelling 2010).